# الفايض
الفايض هي جماعة قروية في إقليم تارودانت بجهة سوس ماسة جنوب المغرب. وهي تضم 011 12 نسمة حسب الإحصاء العام للسكان والسكنى لسنة 2014، وتتكون من 63 دواراً. 
يقع مركز الجماعة على الطريق الوطنية رقم 10، ويبعد عن مدينة تارودانت بـ 70 كلم.

## دواوير الجماعة
- دوار أكني نفاد
- دوار كويلال
- دوار إيماون
- دوار تيفروين
- دوار توريرت
- دوار الفايض
- دوار تاصومات
- دوار ايت حماد أوبرايم
- دوار استاين
- دوار احشاش
- دوار ايت أبلا
- دوار تاگاديرت نبازماض
- دوار تملالت
- دوار تينيگناون
- دوار مساريكت
- دوار سيدي سعايد
- دوار زاويت نتمالالت
- دوار أيت موسى أولحاج
- دوار أيت يوسف
- دوار أيت الحاج
- دوار أكادير إزناكن
- دوار أيت جامع
- دوار إفرخان نوزدار
- دوار إفرخان نوفلا
- دوار إشهضاض
- دوار تيكوناتين
- دوار أيت عمر
- دوار أيت بو الزمان
- دوار ديمولا
- دوار إغير نزدار
- دوار إغير نوفلا
- دوار تفراوت
- دوار تضني
- دوار أكني نفرض
- دوار أيت وليل
- دوار أفرزاز
- دوار تنمروت
- دوار تدنست
- دوار إكنجابن
- دوار زاوية إرس
- دوار أسركس
- دوار أكلز
- دوار ايت لحسين
- دوار تيمقيت

## التعليم

### المؤسسات التعليمية
قائمة المؤسسات التعليمية في الفايض:
- مجموعة مدارس يعقوب المنصور (الدواوير: تركت الفيض، تصومعت، ايت احماد إبراهيم، توريرت تين اكناون، اسكا، استاين، تكديرت نبزماض)
- مجموعة مدارس الكندي (المركزية: تابيا نيماون / الوحدات: كويلال - أكني نفاد - تفروين - تمقيت)
- مجموعة مدارس العقيد العلام (الدواوير: أيت موسى، أيت لحسين، ايت واليل، اكرض ايت لحسن، اكني نفرد، تصرخت)
- مجموعة مدارس الامام مسلم (المركزية: تنامروت / الوحدات: أكلز - أسركس - زاوية إرس - اكونجابن)
- مجموعة مدارس الفارابي (الدواوير: ازناكن، تفلونت، ايت بوزمان، اغير نوفلا، اشهضاض، تفراوت، ديمولا، افرخان نزدار، افرخان نوفلا، تمراز)
- إعدادية السعادة

### مشاكل التعليم
كغيرها من الجماعات القروية، تعاني جماعة الفايض من مشكل الهدر المدرسي لدى التلاميذ (خصوصاً الإناث) بسبب بُعد الدواوير عن المؤسسات التعليمية. ولمعالجة هذا المشكل عملت جماعة الفايض على دعم دار الطالب مادياً بـ 1000 درهم لكل تلميذ سنوياً، كما عملت الجماعة على إقتناء حافلات للنقل المدرسي لتسهيل تنقل التلاميذ من دواويرهم نحو المؤسسات التعليمية، غير أن عدد الحافلات يبقى غير كافي وبالتالي لا يغطي جميع الدواوير.

## الصحة
يوجد في الفايض مركز صحي قروي بدوار الفايض (مركز الجماعة)، ومستوصفين قرويين واحد في دوار تنمروت، والآخر بدوار أكلز.